# Jocquella
Jocquella is een geslacht van spinnen uit de familie Telemidae.

## Soorten
- Jocquella boisai Baert, 1984
- Jocquella leopoldi Baert, 1980